# World Basketball Association
Pour les articles homonymes, voir WBA.
La World Basketball Association (WBA) est une ligue mineure américaine de basket-ball.

## Historique
La World Basketball Association est une ligue qui se déroule au printemps. Elle est créée en 2004, avec sept équipes. L'une d'entre elles, le Majic de Chattanooga, ne démarre pas la saison et est remplacée par les Crusaders de Bristol.
La WBA est constituée de joueurs ayant moins de 5 années d'expérience et chaque équipe n'a droit qu'à deux joueurs ayant plus de cinq ans d'expérience professionnelle sur un effectif de 10 joueurs. La WBA a pour objectif d'offrir l'opportunité aux joueurs de se faire remarquer par les équipes NBA, la NBA Development League et par des recruteurs internationaux.
Sa devise est « The next best thing to the NBA ».

## Les équipes

### Équipes actuelles
- Majic de Gwinnett (Buford, Géorgie)
- Bluewaves de Jacksonville (Jacksonville, Floride)
- Storm de Marietta (Marietta, Géorgie)
- Court Kings de Conyers (Conyers, Géorgie)
- Gladiators de Rome (Rome, Géorgie)
- Tornadoes du Tennessee (Fayetteville, Tennessee)
- Heat d'Upstate (Anderson, Caroline du Sud)

### Liste complète des équipes
| - Heat d'Anderson (2005-05) - ArchAngels de l'Arkansas (2005–2006) - Hardhats d'Atlanta - Court Kings de Magic City (2005–2006) (se retire au cours de la saison), auparavant Bulldogs de Birmingham (2004–05) - Steel de Birmingham (2010) (n'a jamais joué) - Crusaders de Bristol (2004-04) - Majic de Chattanooga (2004-04) (n'a jamais joué) - Majic de Cleveland (2005–06) - Decatur Court Kings - Dragons de Druid City (2006-06) - Flight de la Floride (2010) - Rage du Comté de Floyd - Star Prospects de Fort Worth - Knights de Franklin (2010) - Knights de Gainesville (2005–2006) (se retire au cours de la saison), auparavant Knights de Raleigh (2004-04) - Warriors de la Géorgie (2006–2008) (Warriors de Cartersville en 2006) - Bandits de Gulf Coast (2005-05) - Ravia-Rebels de Gwinnett - Rage de Jackson (2004-04) | - Reach du Kentucky (2004–05) - Blaze de Macon (2005-05) - Storm de Marietta (2006–présent) - Mayas-USA - Hardhats du Mississippi (2004–2009) - Miracles du Mississippi - Musicians de Murfreesboro (2006–2008) - Wildcats de Newport News (2005-05) (n'a jamais joué) - Tornadoes de North Mississippi (2006–présent) - Gladiators de Rome (2004–présent) - Lightning de Southern Crescent (2004–05) - Tycoons du Texas - Gamblers de Tunica (2004–05) - Rock-n-Rollers de Tupelo (2009–2010) |

## Palmarès
| Année | Champion               | Score                     | Finaliste                      |
| ----- | ---------------------- | ------------------------- | ------------------------------ |
| 2004  | Rage de Jackson        | 82-79                     | Lightning de Southern Crescent |
| 2005  | Gladiators de Rome     | 103-100                   | Hardhats du Mississippi        |
| 2006  | Gladiators de Rome     | 125-114                   | Warriors de Cartersville       |
| 2007  | Mayas-USA              | 114-104                   | Ravia-Rebels de Gwinnett       |
| 2008  | Court Kings de Decatur | 131-128 (2 prolongations) | Majic de Buford                |
| 2009  | Majic de Buford        | 95-93                     | Rock-n-Rollers de Tupelo       |
| 2010  | Majic de Gwinnett      | 133-113                   | Knights de Franklin            |
| 2011  | Majic de Gwinnett      | 113-91                    | Court Kings de Conyers         |